# Josef Rötzer
Josef Rötzer (ur. 21 marca 1920 r. w Wiedniu, zm. 4 października 2010 r.) – austriacki lekarz, twórca naturalnej metody regulacji poczęć zwanej metodą Rötzera. 

## Życiorys
W 1951 roku z pomocą swej żony Margarity, a potem córki Elisabeth, rozpoczął badania nad wykrywaniem objawów płodności u kobiet. Postawił tezę, że da się połączyć znane już zmiany temperatury ciała w przebiegu cyklu miesięcznego z występowaniem różnego rodzaju śluzu, tzw. śluzu szyjkowego, obserwowanego w niektóre dni w przedsionku pochwy. 
Wstępną teorię ogłosił w połowie lat 60. XX w. Za głoszenie swych poglądów, zgodnych z nauczaniem Kościoła katolickiego, i propagowaniem metody wśród lekarzy został pod koniec lat 60. wykluczony z ich grona pod względem naukowym i towarzyskim. Jednak nadal prowadził swoje badania.
W 1986 r. założył Instytut Naturalnej Regulacji Poczęć (skrót niemiecki: INER). Z czasem otwarto jego filie w Polsce (inicjatywa Piotra i Marioli Wołochowicz), Paragwaju, Chorwacji i Włoszech. Jego członkowie pracują jako wolontariusze w 20 krajach świata.
Swoją metodę, nazywaną w Polsce metodą Rötzera, sformułował ostatecznie w roku 1979, po 28 latach badań.

## Książki
- 1965: Liczba dzieci i miłość małżeńska.
- 1979: Naturalne planowanie poczęć. Metoda objawowo-termiczna. Partnerska droga. Do roku 2008 35 wydań niemieckich i tłumaczenie na 16 języków.

Dalsze patrz: Metoda Rötzera.

## Wyróżnienia i nagrody
- 1980 – zaszczyt wygłoszenia wykładu na Światowym Synodzie Biskupów w Rzymie, jako jedyny prelegent świecki [potrzebny przypis]
- 1990 – odznaczony Orderem Świętego Grzegorza Wielkiego przez papieża Jana Pawła II za zasługi dla Kościoła Katolickiego. [potrzebny przypis]
- 1992 – honorowy tytuł profesora (z rąk prezydenta Austrii). [potrzebny przypis]
- 2002 – odznaczony Krzyżem Świętego Grzegorza z Gwiazdą. [potrzebny przypis]